# Emich IV.
Emich IV. von Leiningen (* um 1215; † vor 1279) war Graf von Leiningen. Er gründete die Stadt Landau in der Pfalz.

## Familienumfeld
Die Leininger waren ein einflussreiches pfälzisches Adelsgeschlecht mit Stammsitz auf Burg Altleiningen. Emichs Eltern waren Friedrich II., Graf von Leiningen († 1237) und Agnes von Eberstein, Schwester des Grafen Eberhard IV. von Eberstein und Cousine der Hl. Hedwig. Sein Bruder Berthold von Leiningen amtierte als Bischof von Bamberg, ein anderer Bruder, Heinrich von Leiningen, war Bischof von Speyer, welches Amt zuvor schon ihr Onkel Konrad von Eberstein bekleidete; der Großonkel Poppo von Andechs-Meranien war ebenfalls Bischof von Bamberg.

## Leiningische Erbteilung
Nach dem Tod des Vaters und des älteren Bruders Simon kam es zwischen den Brüdern Friedrich III. und Emich IV. zum Erbstreit, der durch die Vermittlung ihres Onkels mütterlicherseits, des Speyerer Bischofs Konrad von Eberstein, 1237 mit der Teilung des Erbes geregelt wurde. Emich erhielt namentlich die Leininger Hälfte der in diesem Zusammenhang erstmals urkundlich erwähnten Burg Landeck mit den dazugehörigen Orten und Rechten. Die Stammburg Altleiningen wurde gemeinsamer Besitz der beiden. Friedrich III. erbaute für sich wenig später in der Zeit von 1238 bis 1241 fünf Kilometer nordöstlich von Altleiningen die Burg Neuleiningen.
Neben der Burg Landeck, die spätestens seit 1252 Reichslehen und jeweils zur Hälfte im Lehnsbesitz der Grafen von Zweibrücken und der Grafen von Leiningen war, hielt Emich auch die Madenburg und die Dörfer Waldhambach, Waldrohrbach, Eschbach, Ranschbach, Arzheim, Nußdorf, Dammheim, Queichheim, Mühlhausen, Servelingen, Eutzingen und Oberbornheim. Emich war ein verlässlicher Gefolgsmann der Pfalzgrafen. Pfalzgraf Otto II. setzte ihn 1248 als Burgmann auf der Burg Winzingen bei Neustadt an der Weinstraße ein. Pfalzgraf Ludwig II. nahm 1278 Graf Emich von Leiningen als Burgmann in die Wachtenburg auf. Während diese Handlung früher Emich IV. zugeordnet wurde, wird sie nun dessen Sohn Emich (V.) zugeordnet und gilt zugleich als Terminus ante quem für den Tod Emichs IV.

## Gründung der Stadt Landau

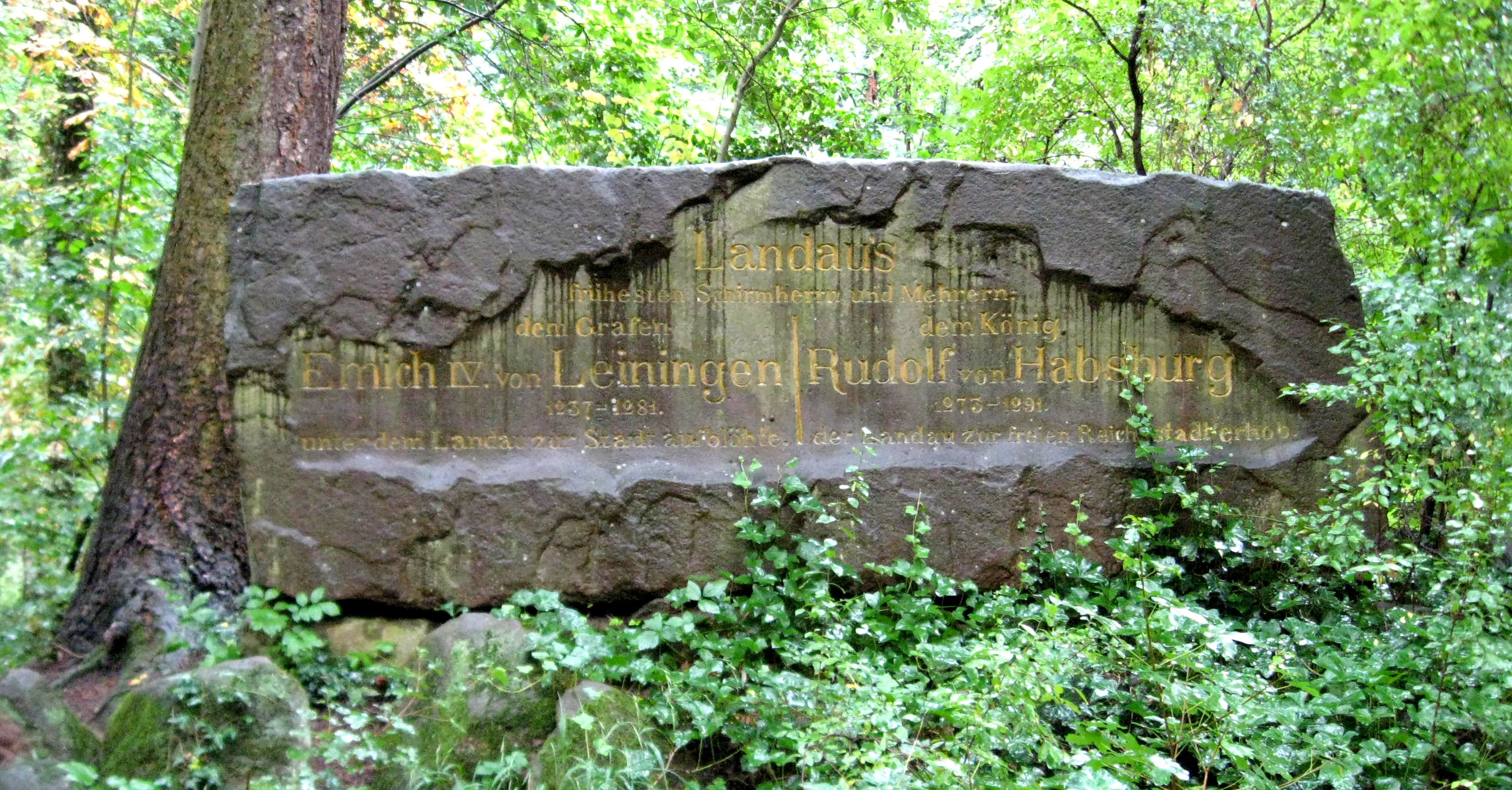
Denkmal an Emich IV. von Leiningen und Rudolf von Habsburg

Emich ließ um 1260 in der Ebene unweit der Burg Landeck – auf dem Gebiet der vier Dörfer Mühlhausen, Servelingen, Eutzingen und Oberbornheim – eine zusätzliche Befestigung anlegen. Aus der Neugründung entstand schon in wenigen Jahren die Stadt Landau. Schon im Jahre 1274 verlieh König Rudolf I. von Habsburg dem jungen Ort Stadtrechte und das Recht, einen Wochenmarkt abzuhalten. Um die seelsorgerische Betreuung seiner Stadt zu sichern, rief Emich im Jahre 1276 Augustiner-Chorherren aus dem Kloster Obersteigen im Elsass nach Landau, die dort ein Chorherren-Stift, das „Steigerherren“-Stift, einrichteten. Päpstliche Bestätigungen des Klosters „Monasterium sancte Marie de Steiga“, auch „Monasterium beatae Virginis Mariae ad Scalas“, folgten 1285 und 1289. In Landau hat man ihm um 1910 ein Denkmal gesetzt (Fortanlage, Forststraße).

## Tod und Nachfolge
Emich starb vor 1279 und wurde von seinem gleichnamigen Sohn Emich (V.) beerbt. Als dieser wenige Jahre später (1289) verstarb und nur wenige Monate später dessen kleiner Sohn Rudolf, erlosch die Linie Leiningen-Landeck im Mannesstamm. Die Madenburg fiel an die Leininger Hauptlinie zurück. Die an das Reich rückgefallene Leininger Hälfte der Burg Landeck verlieh König Rudolf I. im Jahre 1290 mit den umliegenden Dörfern an seinen Neffen, den elsässischen Landvogt Otto III. von Ochsenstein, während die andere Hälfte im Besitz der Grafen von Zweibrücken blieb. Die Stadt Landau wurde von Rudolf im Jahre 1291 zur Reichsstadt erhoben.

## Ehe und Nachkommen

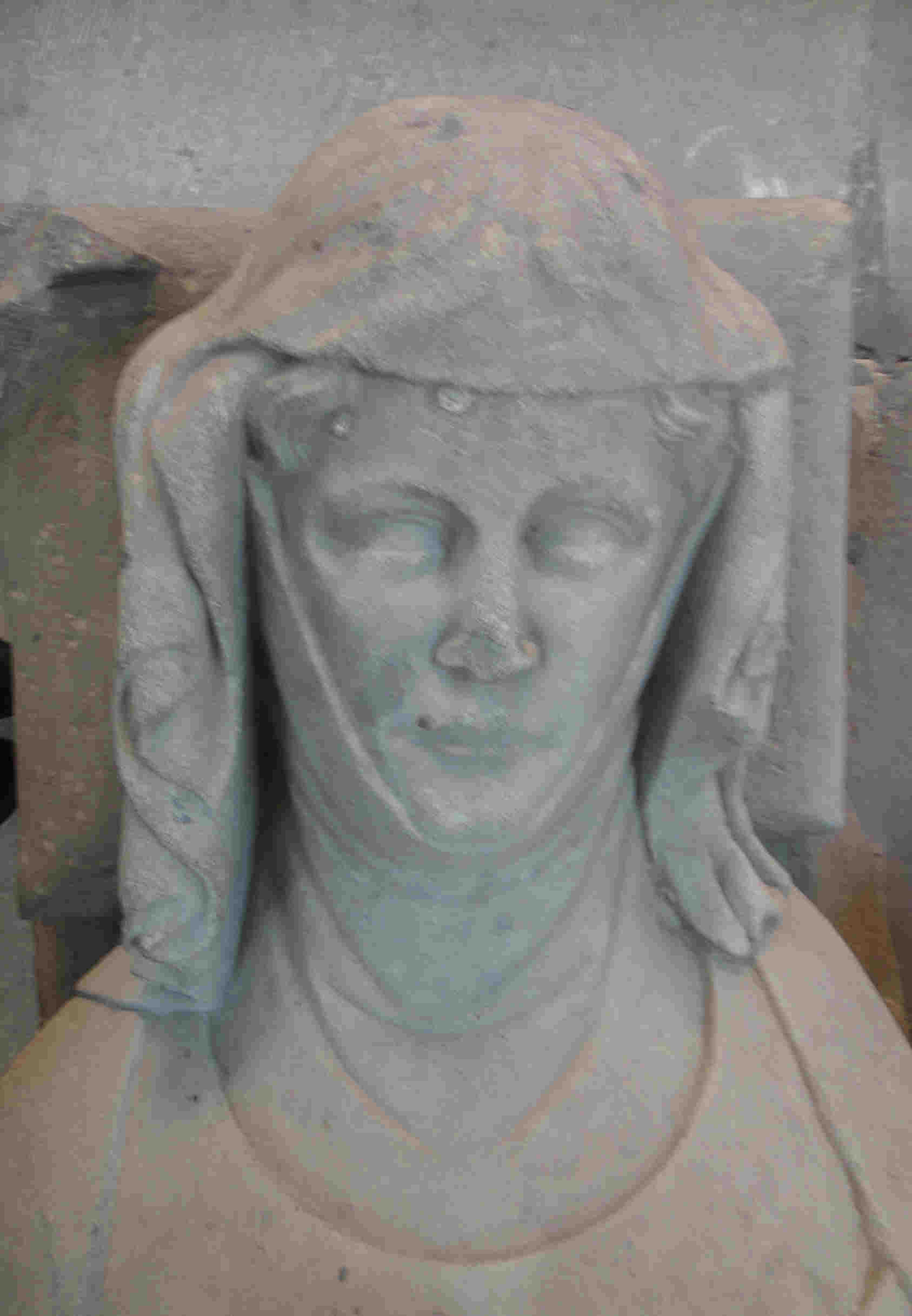
Grabmal von Kunigunde von Leiningen, Gräfin von Blâmont in der Kapelle der Cordeliers in Nancy, Lothringen

Aus Emichs um 1235 geschlossener Ehe mit Elisabeth († 1264) entstammten folgende Nachkommen:
- Agnes († nach Dezember 1299) ⚭ vor 1270 Otto I., Graf von Nassau
  - Heinrich III., Graf von Nassau-Siegen († 1343)
  - Johann, Graf von Nassau-Dillenburg († 10. August 1328 bei Wetzlar)
  - Emich, Graf von Nassau-Hadamar († 7. Juni 1334), ⚭ um 1300 Anna von Hohenzollern-Nürnberg
  - Gertrud, 1329–1359 Äbtissin von Altenburg († 19. September 1359)
  - Otto, Domherr in Worms († 3. September 1302)
  - Mechtild († vor 29. Oktober 1319), ⚭ Gerhard I., Graf von Vianden († 1317)
- Adelheid, ⚭ 1265 Johann I., Graf von Sponheim-Kreuznach
- Kunigunde ⚭ vor 1267 Heinrich I., Graf von Blankenberg[7]
- Emich (V.), Graf von Leiningen († 1289) ⚭ Katharina von Ochsenstein, Tochter der Kunigunde von Habsburg.
  - Rudolf († 1290)

Aus einer 1265 geschlossenen zweiten Ehe mit Margarethe von Hengebach (Heimbach), Witwe des Grafen Simon I. von Sponheim-Kreuznach, sind keine Kinder bekannt.